# Disciphania mexicana
Disciphania mexicana là một loài thực vật có hoa trong họ Biển bức cát. Loài này được Bullock mô tả khoa học đầu tiên năm 1936.